# Louis Marrou
Pour les articles homonymes, voir Marrou.

a Compétitions nationales et continentales officielles uniquement.

Dernière mise à jour le 14 mars 2025.
Louis Marrou, né le 14 septembre 1993 à Belfort, est un joueur français de rugby à XV évoluant au poste de centre. Il joue en 2024-2025 au sein du Valence Romans DR.

## Carrière
Originaire de Belfort où il commence le rugby à l'âge de 11 ans, Louis Marrou rejoint la section sportive de Saint-Claude dans le Jura en 2007. En 2010-2011, il joue une saison avec les Crabos d'Oyonnax. La saison suivante, il rejoint le Football Club de Grenoble rugby et dispute son premier match professionnel en Top 14 le 4 septembre 2013 face à l'USA Perpignan.
Avec Grenoble, il se forge un palmarès : il remporte deux fois le titre de champion de France Reichel (moins de 21 ans) en 2013 et 2014.
Il est prêté à Provence rugby en Pro D2 durant la saison 2015-2016 et inscrit 5 essais.
Provence rugby ne parviendra pas à se maintenir et finira dernier au classement (9 victoires pour 21 défaites). Marrou décide de relancer sa carrière et signe à l'US Carcassonne à partir de la saison 2016-2017 de Pro D2.
Le 17 octobre 2018, il est annoncé par la FFR dans la liste des joueurs sélectionnables pour les échéances internationales de la saison de l’équipe de France de rugby à sept.

## Palmarès

### En rugby à XV
- Champion de France Reichel (moins de 21 ans) : 2013 et 2014[réf. nécessaire].
- Vainqueur de la Legion Rugby Challenge[réf. nécessaire].

### En rugby à sept
- Champion de France de Bayonne Ideki Sevens 2012[réf. nécessaire].
- Vainqueur du Genève Sevens 2013[réf. nécessaire].
- Troisième du Tournoi international de Chester avec l'équipe de France de rugby à 7[réf. nécessaire].